# 俺の彼女は飼主様、妹はご主人様
『俺の彼女は飼主様、妹はご主人様』（おれのかのじょはマリアさま、いもうとはごしゅじんさま）は、マナベスグルによる日本のライトノベル。イラストはBouが担当している。富士見ファンタジア文庫（富士見書房）より2011年9月から刊行されている。第2回ネクスト ファンタジア大賞銀賞受賞作品。受賞時のタイトル『恋心・ハイウェイ』から変更になり、『俺の彼女は飼主様、妹はご主人様』をシリーズタイトルに起用している。

## 登場人物
颯太（そうた）
主人公。調律屋のバイトをしている。友人・蒼斗の“恋愛イベント”を発展させようと琴音を巻き込んで一肌脱ぐこととなる。
本人も第二巻では別の女の子から抱きしめられ、困惑する事態に陥っている。
琴音（ことね）
颯太の同級生で、彼の飼主。実家がサーカス団であり、ナイフを肌身欠かさず胸元に仕込んでいる。
蒼斗（あおと）
爽太の同級生、親友。校舎裏で女の子を抱きしめてしまった事態を主人公に相談する。
超能力が備わっている。
緋香里（ひかり）
蒼斗の妹。兄のことが好きでよく迫っている。兄同様に超能力の持ち主。
楓（かえで）
爽太の同級生。
理科雄（りかお）
理科準備室にひきこもって住人をしている。
咲（さき）
颯太に助けられてから彼に恋をしている。
君子蘭女学院に通う執事を従えているほどのお嬢さま。

## 既刊一覧
- マナベスグル（著）・Bou（イラスト） 『俺の彼女は飼主様、妹はご主人様』 富士見書房〈富士見ファンタジア文庫〉、既刊2巻（2011年12月20日現在）
  1. 2011年9月17日発売[2]、ISBN 978-4-8291-3686-7
  2. 2011年12月20日発売[3]、ISBN 978-4-8291-3706-2